# Ambros Martín
Ambros José Martín Cedres (30. april 1968 (56 år) en spansk tidligere håndboldspiller og nuværende håndboldtræner.
Han er nuværende cheftræner for russiske Rostov-Don og Ruslands kvindelandshold.
I sommeren 2012, erstattede han Karl Erik Bøhn som cheftræner for Győri Audi ETO KC. Han var også landstræner for Rumæniens kvindelandshold fra 2016 til 2018.
Martín var den første spanske træner til at vinde Champions League trofæet med en udenlandsk klub.